# Passionistenklooster
Het Passionistenklooster is een voormalig klooster in Maria Hoop in de Nederlandse provincie Limburg, gelegen aan Annendaalderweg 10.
Het klooster werd in 1925 gebouwd voor de Paters Passionisten onder architectuur van Joseph Franssen en toegewijd aan Onze-Lieve-Vrouw Moeder der Heilige Hoop, waar ook de gelijktijdig gereedgekomen kerk aan werd gewijd.
Het klooster werd in 1989 aangekocht door Stichting Adidam Nederland van spiritueel leraar Adi Da Samraj en staat sindsdien bekend als het 'Adidam Centrum', een retraitecentrum. Op de benedenverdieping bevindt zich het Adi Da Museum of Art met een grote collectie van de kunst van Adi Da Samraj.